# Schwedenschanze (Teublitz)
Die sogenannte Schwedenschanze in Teublitz ist eine rechteckige Erdumwallung von ca. 20 mal 15 Metern mit diagonal geteilten Vorsprüngen an den Ecken. Sie befindet sich auf einer Sandsteinkuppe südlich der Stadtmitte von Teublitz zwischen der Alten Maxhütter Straße und der Bahnlinie. Erbaut wurde sie wohl nicht erst in der Neuzeit, obwohl der heute gebräuchliche Name eine Entstehung im Dreißigjährigen Krieg vermuten lässt, sondern sie ist wahrscheinlich eher mittelalterlichen Ursprungs. Eine neuzeitliche Nutzung als Fliehburg bei den Angriffen der Schweden im Dreißigjährigen Krieg und möglicherweise auch ihre Zerstörung in dieser Zeit ist aber zumindest nicht ausgeschlossen. Mutmaßlich war die Burganlage ein Vorgängerbau des heutigen Schlosses Teublitz. Lange Zeit befand sie sich auch im Besitz der Teublitzer Schlossherren, die um das Ende des 18. bzw. den Beginn des 19. Jahrhunderts zu Füßen der Kuppe einen Vorratskeller mit Gewölbe zur Lagerung der Erzeugnisse ihres Gutshofs erbauen ließen.